# Cycloptiloides americanus
Cycloptiloides americanus is een rechtvleugelig insect uit de familie Mogoplistidae. De wetenschappelijke naam van deze soort is voor het eerst geldig gepubliceerd in 1874 door Saussure.